# ناحیه هارتویک، میشیگان
ناحیه هارتویک (به انگلیسی: Hartwick Township) یک منطقهٔ مسکونی در ایالات متحده آمریکا است که در شهرستان اوسکئولا، میشیگان واقع شده‌است.
 ناحیه هارتویک ۹۱٫۸ کیلومتر مربع مساحت و ۶۲۹ نفر جمعیت دارد و ۳۹۷ متر بالاتر از سطح دریا واقع شده‌است.